# 333 Wacker Drive
Le 333 Wacker Drive est une tour de bureaux achevée en 1983 à Chicago, dans l'État de l'Illinois. Ce gratte-ciel mesure 149 mètres de haut. Du côté de la rivière Chicago le bâtiment présente une façade en verre incurvé vert, tandis que l'autre côté du bâtiment est conforme aux rues rectangulaires habituelles de la ville.
Le cabinet d'architecture Kohn Pedersen Fox qui a conçu le 333 a également conçu d'autres bâtiments de grandes hauteurs comme le 225 West Wacker à l'est, et le 191 N Wacker Drive au sud. Le bâtiment marque la division entre North Wacker Drive et West Wacker Drive. Basé sur le système de grille de Chicago pour les numéros de rue, si le bâtiment avait été donné une adresse sur North Wacker, le numéro de rue aurait été un nombre impair entre 200 et 300.
333 Wacker Drive a été filmé en 1986 dans La Folle Journée de Ferris Bueller. Enfin, le gratte-ciel a été élu "construction favorite" par les lecteurs du Chicago Tribune en 1995.